# Sedouikech
Sedouikech (em árabe: سدويكش) é vila situada no centro-sudeste da ilha de Djerba, no sudeste da Tunísia. Como toda a ilha, integra a província (gouvernorat) de Médenine. Em 2004 tinha 6 280 habitantes.
Situa-se na estrada que liga Houmt Souk e a antiga estrada romana que liga a ilha ao continente via El Kantara. O topónimo tem origem no termo berbere Azdyouch, que significa "amo do negro". Juntamente com Guellala, Ajim e Ouirsighen, é uma das aldeias de Djerba onde ainda se usa a língua berbere quotidianamente.
Conhecida pelos seu menzels típicos da ilha, o seu mercado de peixe e oficinas artesanais de tecelagem de lã, o centro da aldeia foi sempre um lugar de mercado, em redr do qual se desenvolveram progressivamente uma série de lojas fixas (hanout). Atualmente, a aldeia expande-se sobretudo ao longo da estrada para Houmt Souk.
Nos arredores de Sedouikech existe uma das mesquitas subterrâneas ibaditas mais célebres da ilha, a Jemaâ Louta, onde os ibaditas se refugiavam durante os ataques e praticavam o seu culto não ortodoxo por vezes mal visto por outros muçulmanos.